# Коянды (Осакаровский район)
Коянды (каз. Қоянды) — село в Осакаровском районе Карагандинской области Казахстана. Входит в состав сельского округа Сункар. Код КАТО — 355677200.

## Население
В 1999 году население села составляло 77 человек (38 мужчин и 39 женщин). По данным переписи 2009 года, в селе проживало 50 человек (25 мужчин и 25 женщин).